# Entelodon
Entelodon (grec: 'dent completa') és un gènere extint d'artiodàctils entelodonts que visqueren a Euràsia entre l'Eocè superior i l'Oligocè inferior. Se n'han trobat restes fòssils a la Xina, la República Txeca, Alemanya i França.
Entelodon aparegué al tercer episodi del popular documental de la BBC Walking with Beasts. El narrador s'hi refereix amb el nom d'«entelodonts», en lloc d'utilitzar el nom del gènere.

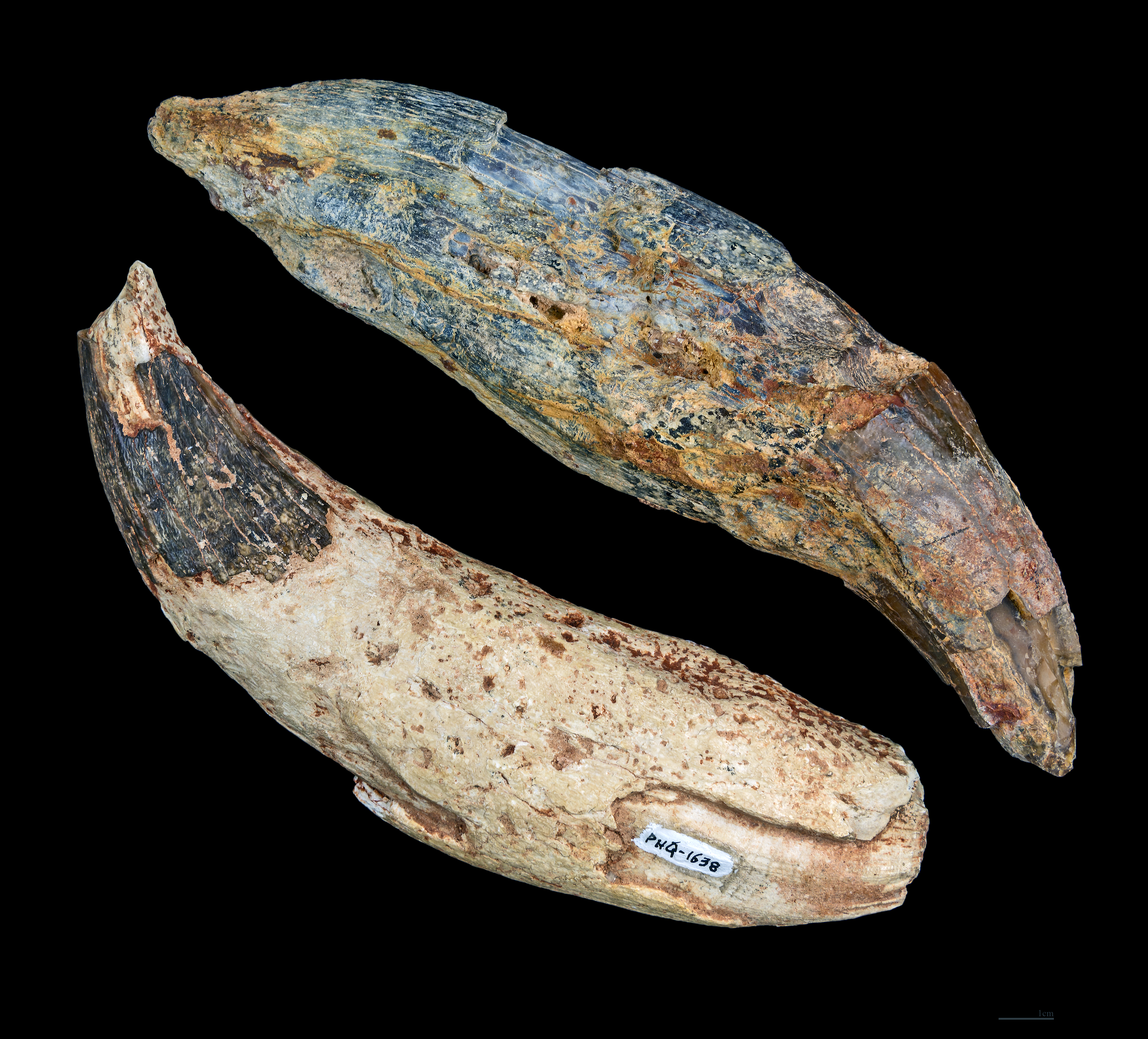
Entelodon magnus